# Spinaceto
Spinaceto est une zone urbanistique de Rome. Elle appartient au Municipio IX de la commune de Rome, dans la zone de Tor de' Cenci. Il forme également une « zone urbanistique » désigné par le code 12.g, qui compte en 2010 : 25 669 habitants

## Galerie

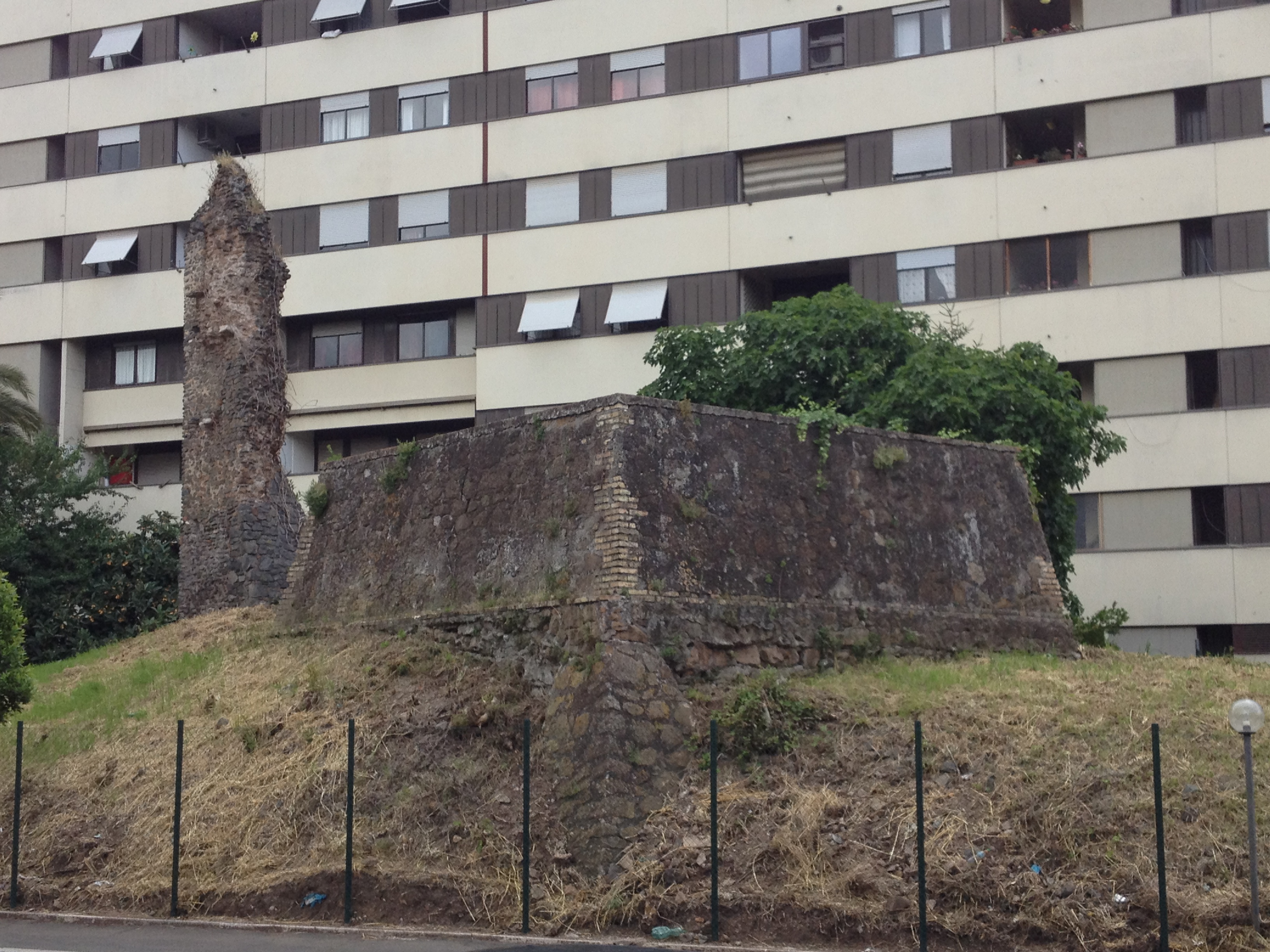
Torre Brunori